# Winfield (Wisconsin)
Winfield – miasto w Stanach Zjednoczonych, w stanie Wisconsin, w hrabstwie Sauk.